# Megwin
Megwin (jap. めぐうぃん Meguwin), właściwie Ken Sekine (jap. 関根 剣 Sekine Ken; ur. 25 czerwca 1977 w Yokosuce) – japoński youtuber i komik, należący do sieci partnerskiej BitStar (wcześniej Breaker).

## Życiorys

### Dzieciństwo i młodość
W czasach nauki w liceum interesował się wyścigami konnymi za sprawą gier komputerowych: Winning Post oraz Derby Stallion. Chcąc posiadać własnego konia, postanowił wcielić się w komika z nadzieją pozyskania wysokich przychodów. W marcu 2001 ukończył studia na wydziale inżynierii klinicznej Nippon Kogakuin College.

### Kariera
W lutym 2005 utworzył własną telewizję internetową pod tytułem MEGWIN TV. Rok później, 23 maja 2006 swoją działalność internetową przeniósł na platformę YouTube. W 2007 roku podpisał kontrakt z MTV, dzięki czemu rozpoczął uzyskiwać przychody ze swoich filmów, zaś w 2010 roku podpisał umowę partnerską z platformą YouTube. 14 czerwca 2011 z inwestycji Tanita Corporation, Ken Sekine powołał do życia firmę MEGWIN TV Co., Ltd., która utrzymuje się z przychodów z filmów tworzonych we współpracy z firmami i dochodach z towarów.
8 maja 2013 Megwin wspominał, że jego pseudonim jest akronimem dwóch słów: Megumi, japońskiej aktorki oraz nazwy producenta jeansów, Edwin.
20 maja tego samego roku nakładem wydawnictwa Daiwashobo wydana została jego autorska książka zatytułowana YouTube de chīsaku kasegu ~Saisei kaisū ni-oku-kai no tatsujin ga oshieru, totta dōga o okane ni kaeru hōhō~ (jap. YouTubeで小さく稼ぐ ~再生回数2億回の達人が教える、撮った動画をお金に変える方法~ Yūchūbu de chīsaku kasegu ~Saisei kaisū ni-oku-kai no tatsujin ga oshieru, totta dōga o okane ni kaeru hōhō~).
14 grudnia 2018 poinformował swoich widzów na YouTube, że po ponad 13 latach zaprzestał codziennego wrzucania filmów.

### Kontrowersje
29 marca 2019 Megwin wydał oświadczenie, w którym wspomniał, że w listopadzie 2018 pod jego adresem pojawiły się groźby karalne zabójstwa ze strony dwóch swoich współpracowników, Meteora oraz Falcona. Wyjaśnił również, że nie ma ograniczeń co do treści i produkcji proponowanych przez nich filmów. Ponadto zdecydowanie zaprzeczył, że pensja współpracownikom nie została wypłacona lub była wyjątkowo niska, a także to, że nie był traktowany jak człowiek. Po całym zdarzeniu został nazwany przez swoich współpracowników „Bonkurą”, a następnie ostro krytykowany przez swoich widzów.

## Życie prywatne
Od 13 września 2019 jest żonaty z Marly, z którą ma dziecko (ur. 20 lutego 2020).